# Paraganglion

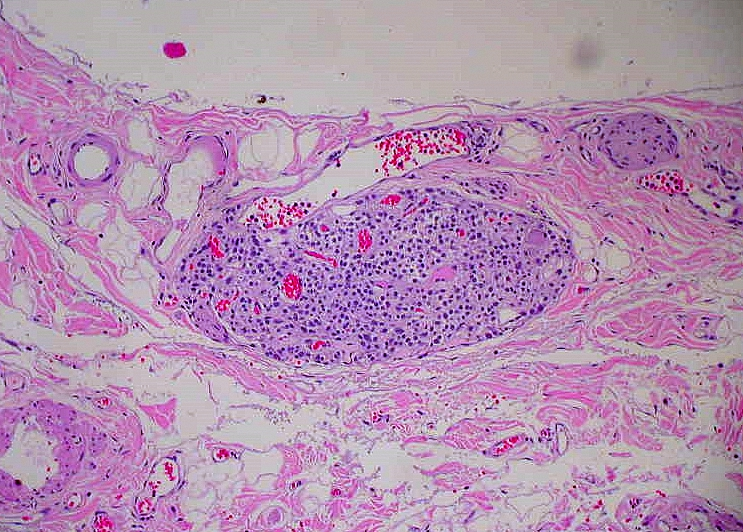
Paraganglion der Gallenblase

Paraganglien sind Ansammlungen fortsatzloser, sekretorisch aktiver (neuroendokriner) Zellen ohne nervöse Funktionen. In der Ontogenese (Entwicklungsprozess eines einzelnen Lebewesens) entstehen sie aus Sympathikoblasten, Zellen, aus denen auch die typischen Nervenzellen des Sympathikus werden. Die Sympathikoblasten wandern aus der Neuralleiste aus, sind also ektodermaler Herkunft.
Paraganglien bestehen aus epithelähnlichen Parenchymzellen und einem gefäßreichen Interstitium und sind von einer Bindegewebskapsel umgeben. Nach der Anfärbbarkeit mit Chromsalzen unterscheidet man chromaffine und nicht chromaffine Paraganglienzellen. Die chromaffinen enthalten hohe Konzentrationen der mit Chromsalzen farbgebenden Catecholamine. Aber auch die nicht-chromaffinen enthalten geringe Konzentrationen an Catecholaminen, so dass die Unterscheidung keine funktionelle Bedeutung hat. Dasselbe gilt für eine Abtrennung „parasympathischer“ von den „sympathischen“ Paraganglien; auch die „parasympathischen“ bilden sich aus Sympathikoblasten. Entdecker und Namensgeber der Paraganglien war der österreichische Histologe Alfred Kohn, der auch das Wort chromaffin prägte.
Zu den Paraganglien gehören, mit uneinheitlicher Nomenklatur:
- das Nebennierenmark
- das Glomus caroticum in der Carotisgabel
- die Glomera aortica vor dem Aortenbogen
- das Paraganglion tympanicum (Glomus tympanicum) nah dem Nervus tympanicus
- das Paraganglion jugulare (Glomus jugulare) in der Wand der Vena jugularis interna
- das Paraganglion laryngeum (Glomus laryngeum) im Taschenband des Kehlkopfs
- das Paraganglion aorticum abdominale oder (Zuckerkandl-Organ) an der Arteria mesenterica inferior

Hinzu kommen Paraganglien in den Geschlechtsorganen und unter dem Peritoneum.
Die beiden Glomusorgane, vielleicht auch andere Paraganglien sind Chemorezeptoren zur Messung des Sauerstoff- und Kohlendioxid-Gehalts im Blut. Bei zu geringem Sauerstoff- und zu hohem Kohlendioxid-Gehalt veranlassen sie eine Steigerung der Atmung.
Beim Kind zahlreich, bilden sich die Paraganglien später zurück. Tumoren der Paraganglien werden als Paragangliom oder Phäochromozytom bezeichnet.